# 葛红林
葛红林（1956年—），江苏南通人，汉族，曾任中国铝业公司董事长。
在中国人民解放军国防科技大学获得工学学士学位，在西安交通大学获得硕士学位，在北京科技大学获得博士学位。1986年加入中国共产党。曾任宝钢集团董事、研究院院长。2003年起任成都市市委副书记、市长。全国第十一、十二届人大代表。2013年3月连任成都市长。2014年10月20日，中央组织部副部长王京清宣布葛红林接替熊维平担任中国铝业公司董事长。10月31日，成都市第十六届人大常委会第十一次会议表决通过了成都市市长葛红林的辞职申请。2018年1月，当选第十三届全国政协委员。